# Økonomisk Ugebrev
Økonomisk Ugebrev er et dansk tidsskrift, der udkommer hver mandag. Ugebrevet beskæftiger sig med tendenser indenfor økonomi og erhvervsliv og henvender sig til primært til ledere i den finansielle sektor. 
Ugebrevet blev grundlagt i 1994 og var dengang ejet af Bonniers. I 2002 købte ledende medarbejdere virksomheden, og i september 2008 erhvervede Jyllands-Posten 49% af ugebrevet, mens de 51% ejedes af AktieUgebrevet ApS. Jyllands-Posten frasolgte sin ejerandel til ugebrevets ledelse i januar 2010.